# Michał Baczkowski
Michał Jan Baczkowski (ur. 1969) – polski historyk, profesor nauk humanistycznych, profesor nadzwyczajny w Instytucie Historii Uniwersytetu Jagiellońskiego.
Specjalizuje się w historii Polski XIX wieku. W 1993 ukończył studia historyczne na Uniwersytecie Jagiellońskim. Doktorat obronił w 1997. Habilitował się w 2004. Tytuł naukowy profesora uzyskał w 2015. Pełni funkcję kierownika Zakładu Historii Polski Nowoczesnej w Instytucie Historii UJ. Jest przewodniczącym Komisji Historii Wojen i Wojskowości Polskiej Akademii Umiejętności.

## Autorskie publikacje monograficzne
- W służbie Habsburgów : polscy ochotnicy w austriackich siłach zbrojnych w latach 1772-1815 (1998)
- Pod czarno-żółtymi sztandarami : Galicja i jej mieszkańcy wobec austro-węgierskich struktur militarnych 1868-1914 (2003)
- Wojsko austriackie w Krakowie w latach 1796-1809 (2007)
- Wojsko polskie w napoleońskim Krakowie (2009)
- Wojna 1866 roku w Galicji i na Śląsku Cieszyńskim (2015)